# Antonio Iannucci

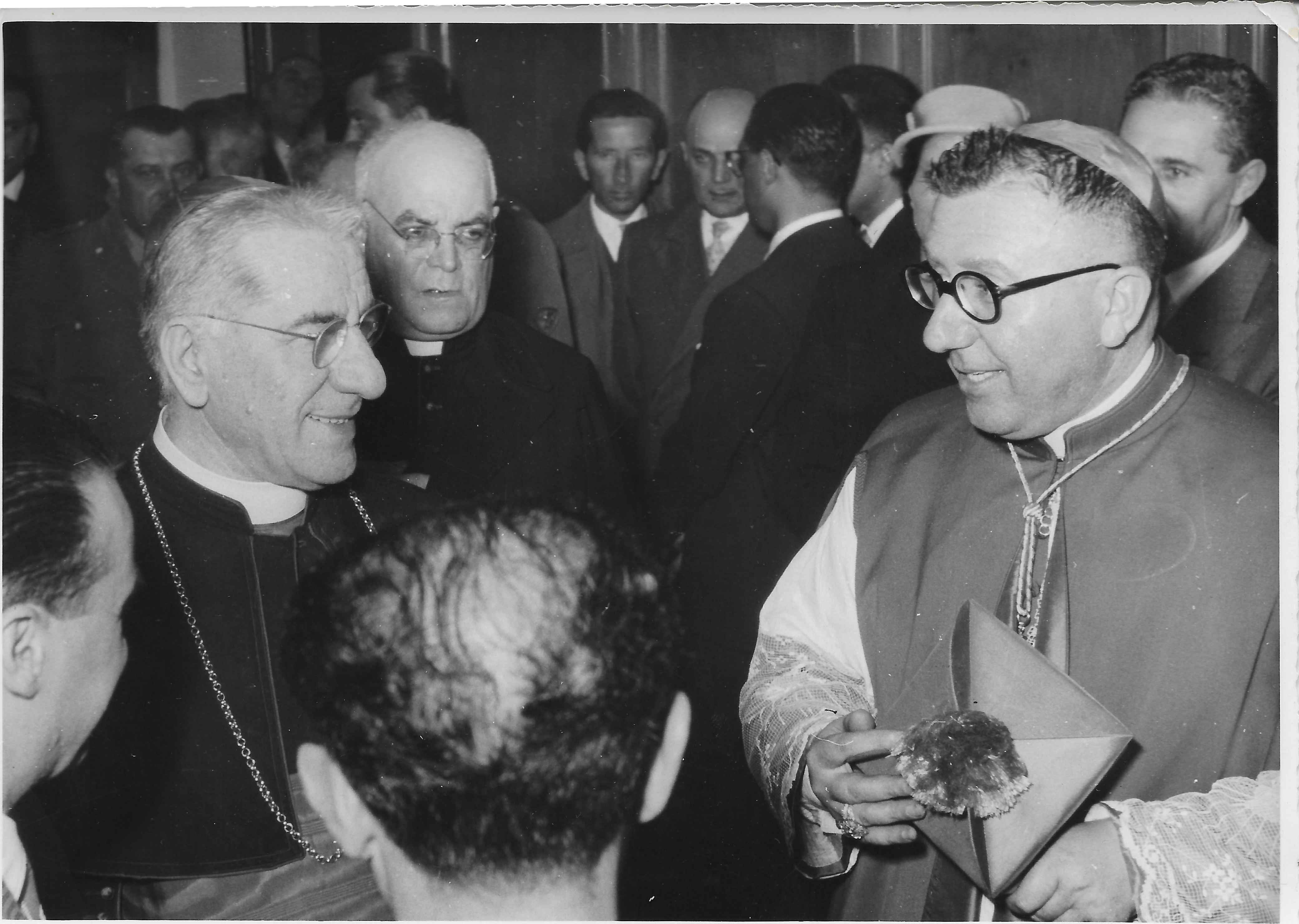
Bischof Antonio Iannucci (re.) am Tag seiner Bischofskonsekration mit dem Hauptkonsekrator Adeodato Giovanni Kardinal Piazza (li.) (1955)

Antonio Iannucci (* 13. Juni 1914 in Bolognano, Provinz Pescara, Italien; † 14. Oktober 2008 in Pescara, Italien) war Erzbischof von Pescara-Penne.

## Leben
Antonio Iannucci studierte nach dem Besuch des Almo Collegio Capranica in Rom Katholische Theologie an der Päpstlichen Universität Gregoriana. Er empfing 1938 die Priesterweihe in der Kirche St. Augustinus in Chieti, an der er auch als Pfarrer tätig wurde.
1955 wurde er von Papst Pius XII. zum Titularbischof von Hadriania ernannt und zum Weihbischof im Bistum Penne und Pescara bestellt. Die Bischofsweihe spendete ihm am 8. Mai 1955 Adeodato Giovanni Piazza, Kardinalbischof von Sabina e Poggio Mirteto; Mitkonsekratoren waren Giovanni Battista Bosio, Erzbischof von Chieti, und Benedetto Falcucci, Bischof von Penne und Pescara. 1959 erfolgte durch Johannes XXIII. die Ernennung zum Bischof von Penne und Pescara. Mit der Erhebung der Diözese zum Metropolitansitz durch Johannes Paul II. im März 1982 wurde er zum ersten Erzbischof des Erzbistums Pescara-Penne ernannt. Seinem Rücktrittsgesuch wurde durch Johannes Paul II. am 21. April 1990 stattgegeben.
Iannucci hielt zahlreiche Vorträge und veröffentlichte Artikel zu biblischen Inhalten sowie zu kulturellen und religiös-sozialen Themen. Er engagierte sich 12 Jahre lang für das Fernseh-Netzwerk Telemare.

## Schriften
- I giubilei della chiesa - nel 70° del mio Sacerdozio. Pescara 2008.